# Herman Hennink Monkau
Herman Hennink Monkau (Ámsterdam, 1935) es un escritor y diseñador industrial surinamo-neerlandés. Su padre es nativo de Surinam y su madre es neerlandesa. 

## Biografía
En los años 1950 Hennink Monkau se desempeñó como diseñador de moda en Ámsterdam luego de haber completado un curso en el Instituto de Artes Aplicadas (Rietveld Academy).  Posteriormente, trabajó como diseñador en París, Fráncfort del Meno, Cosenza (sur de Italia) y Los Ángeles. 
En 1975 emigró a la tierra de su padre, Surinam, donde estableció Ideoplastos una agencia de diseño. Fue renovado de acuerdo a su diseño el vestíbulo del Hotel Krasnapolsky, diseñó y produjo en 1978 el primer mapa moderno de la ciudad de Paramaribo, incluyendo una guía turística con vistas en elevación. Desde 1983 hasta 1986 se desempeñó como columnista del Het Parool bajo el seudónimo de "Bakra". En la década de 1990 regresó a Ámsterdam después de una estancia en Los Ángeles y el sur de Italia. 
En octubre del 2006 publicó su libro "El color de Prometeo". En forma de una serie de conversaciones entre surinameses y neerlandeses de toda extracción social, informa sobre las experiencia vividas por los primeros emigrantes de Surinam en ir a los Países Bajos, cómo encontraron su camino en los Países Bajos y la crisis económica del jazz a principios de la década de 1930, los años de la segunda guerra, y cuestiones relacionadas con la libertad de movimientos de los judíos. Luego discute los años de posguerra, preguntándose : ¿qué es la integración, que es la adaptación? ¿Cómo cambia el aspecto de los surinameses en su país de origen? y cómo cambiaron gradualmente los Países Bajos durante el siglo XX? Se discuten temas familiares a los inmigrantes tales como el racismo, el color de la piel y el frío del invierno. Los textos publicados con anterioridad, sobre la 'revolución' de Surinam de 1980, Sranang, como por un cielo claro ..., sirven de referencia a este libro. 
Actualmente Herman está trabajando en "El sueño de Matzeliger, el genio de Cottica", una biografía idealizada y el guion de un DVD educativo sobre la vida de Jan Ernst Matzeliger, el hijo nacido en Surinam de un ingeniero neerlandés y una esclava negra de Surinam, quien se desempeñó como inventor en los Estados Unidos causando una revolución mundial en la industria del calzado con su "Máquina automática de armado de zapatos".